# Short ride in a fast machine
Short ride in a fast machine is een compositie van Johan Adams.

## Compositie
Adams schreef dit werk op verzoek van het Pittsburgh Symphony Orchestra voor het Great Woods-Festival in Mansfield (Massachusetts). Het werk had oorspronkelijk een andere titel die meer verband hield met de opdrachtgever Fanfare for Great Woods. Adams wijzigde later de titel in Short ride in a fast machine, waarin enige excuses over het werk verborgen zit. Hij kwam met "iets doen wat je altijd graag had willen doen, maar eenmaal gedaan, dacht je had ik dit maar nooit gedaan": 
You know how it is when someone asks you to ride in a terrific sports car, and then you wish you hadn't?
Short ride is net als Tromba lontana een fanfare voor symfonieorkest. Daar waar Tromba lontana zeer ingetogen is, is Short ride uitbundig, hetgeen onder meer terug te vinden in de uitgebreidere orkestratie. Adams schreef het in het postminimalisme waarin af en toe het minimalisme nog te horen is, maar dan aangevuld met meer dramatische elementen. 

## Orkestratie
- 2 piccolo's, 2 dwarsfluiten, 2 hobo’s, 1 althobo, 1 althobo, 2 of 4 klarinetten, 3 fagotten, 1 contrafagot
- 4 hoorns, 4 trompetten, 3 trombones, 1 tuba
- pauken, 3 personen percussie, waarbij belangrijke rol van woodblock, 2 synthesizers
- violen, altviolen, celli, contrabassen

## Nasleep
Het werk kreeg zijn première op 13 juni 1986 door genoemd orkest onder leiding van Michael Tilson Thomas, toch al een promotor van Adams’ werk. In oktober 1986 nam Edo de Waart het werk op met de San Francisco Symphony Orchestra voor Nonesuch Records. Daarbij werd het werk onder de titel Two fanfares for orchestra gekoppeld aan Tromba lontana; de muziekuitgeverij was hun hier in voor gegaan. Dat was in de ogen van Adams nooit de bedoeling; het enige dat de twee werken bindt, is dat het beide fanfares zijn. Volgens de “performances”-pagina van muziekuitgeverij Boosey & Hawkes deed het werk er relatief lang over om na de première weer een uitvoering te krijgen. Na ruim een jaar bracht (opnieuw) Edo de Waart het ten gehore, ditmaal met het Chicago Symphony Orchestra. Daarna trok het de gehele wereld over met tot en met maart 2025 meer dan 1800 uitvoeringen. De première bij het Concertgebouworkest moest meer dan tien jaar op zich laten wachten. Daar kwam op 24 januari 1997 de Amerikaanse dirigent Leonard Slatkin langs voor een Amerikaans programma: Adams (met Tromba lontana, Short ride), Chistopher Rouse (met tromboneconcert), Ernst Toch (met Geographical fugue) en Charles Ives (met Symfonie nr. 4), waarbij de noot dat Ives het grote voorbeeld was van Adams.
Samen met China gates (35 verkrijgbare opnamen, inclusief verzamelalbums en heruitgaven) is het werk (33) het meest opgenomen werk van Adams; op de derde plek volgt op ruime afstand Phrygian gates (15).